# Greiz
Greiz település Németországban, azon belül Türingiában. Lakosainak száma 20 220 fő (2023. december 31.). Greiz Langenwetzendorf, Berga/Elster és Reichenbach im Vogtland községekkel határos.

## Népesség
A település népességének változása:
| Lakosok száma | 20 524 | 20 103 | 20 021 | 20 397 | 20 220 |
|               | 2018   | 2019   | 2021   | 2022   | 2023   |